# Irene Reig

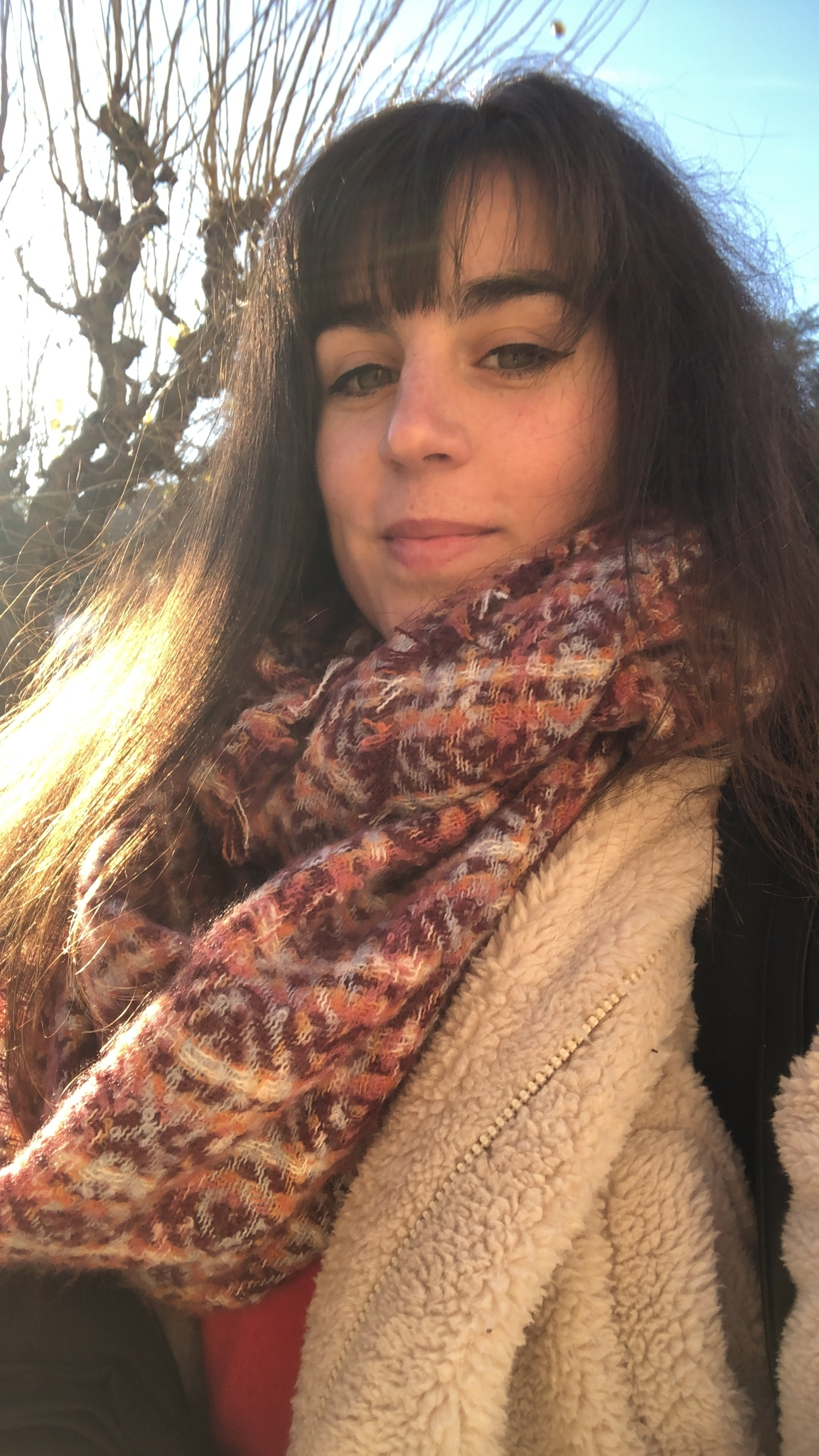
Irene Reig

Irene Reig (* 1993 in Barcelona) ist eine spanische Jazzmusikerin (Altsaxophon, Komposition).    

## Leben und Wirken
Reig interessierte sich früh für Musik und erhielt klassischen Klavierunterricht am Konservatorium Oriol Martorell, dann am Conservatori Municipal de Música de Barcelona. Mit elf Jahren begann sie, Saxophon zu spielen, und mit 15 Jahren begann sie sich für Jazz zu interessieren und besuchte die Taller de Músics. 2011 begann sie ihr Bachelorstudium  an der Escola Superior de Música de Catalunya bei Eladio Reinón, Gorka Benítez und Xavi Figuerola. Danach zog sie in die Niederlande, wo sie ihr Masterstudium am Conservatorium van Amsterdam bei Ferdinand Povel absolvierte.
Als Schülerin gehörte Reig zwischen 2008 und 2011 bereits zur Hauptbesetzung der Sant Andreu Jazz Band, in der sie Alt- und Baritonsaxophon sowie Klarinette spielte. Mit dieser Formation nahm sie mit Gastmusikern wie Dick Oatts, Perico Sambeat, Jesse Davis und Scott Robinson die Alben Jazzing Live at Casa Fuster und Jazzing Vol. 2 auf. Nach dem Studium zog sie 2016 nach Philadelphia, wo sie mit einem Quintett ihre erste CD unter eigenem Namen, Views, aufnahm, die im Folgejahr erschien.
Dann zog Reig zurück nach Amsterdam. Sie gründete ihr Septett The Bop Collective, mit dem zwei Alben erschienen, und leitete dann ihr eigenes Trio mit Pau Sala am Kontrabass und Joan Casares am Schlagzeug, das international aufgetreten ist und das Album Mira (The Changes, 2021) vorrangig mit Eigenkompositionen veröffentlichte. Mit Kika Sprangers bildete sie ein Quintett, das 2023 bei Radio Bremen sein erstes Album einspielte. Weiterhin nahm sie auch mit der Star Wood Band, dem Joan Casares Sextet und Esmuc Jazz Project auf.

## Diskographische Hinweise
- The Bop Collective: Iapis (The Changes 2019, mit Joan Mar Sauqué, Alba Pujals, Hector Floria, Miguel Rodríguez, Giuseppe Campisi, Joan Casares, Marta Garrett)
- Irene Reig & Kika Sprangers: Alto for Two (Berthold Records 2024, mit Xavi Torres, Thomas Pol, Sun-Mi Hong)[3][4]